# Aislamiento social
El aislamiento social se presenta cuando una persona se aleja totalmente de su entorno de manera involuntaria, aunque pueda pensarse lo contrario. También es intentar o impulsar a la propia persona a que se aleje o se margine, afirmando cosas malas de ella, criticando sus actitudes o su aspecto, y/o denostando, deshonrando, calumniando, agraviando, o incluso vilipendiando a ella misma o a sus seres queridos.

## Causas
Se han llevado a cabo diferentes estudios para identificar las causas específicas del aislamiento social, y se ha confirmado que las mismas son muy diversas y dependen de cada situación.[cita requerida]
En algunos casos puede deberse a que la persona ha vivido experiencias en su infancia (sobreprotección), lo que le impide relacionarse con otras personas de su edad, y genera inseguridad emocional, timidez y falta de práctica para establecer nuevas relaciones cuando es adulto. Esto es muy frecuente en caso de un posible autismo no diagnosticado o en caso de ser diagnosticado haber sido desestimado o rechazado bajo argumentos de que "no existe" o patrones de conducta.[cita requerida]
Otro de los casos se da cuando la persona tiene algún tipo de problema de salud que le complica o imposibilita salir. En esta situación, es posible encontrar gente que después de algún trastorno médico o accidente se aparta completamente del resto de sus congéneres. También hay casos en donde el individuo se enfrenta a condiciones que le alejan o que generan estereotipos, como algunos trastornos mentales.[cita requerida]

## Aislamiento social percibido en humanos
Las investigaciones indican que el aislamiento social percibido (PSI) es un factor de riesgo y puede contribuir a "un desempeño cognitivo general más deficiente y un funcionamiento ejecutivo más deficiente, un deterioro cognitivo más rápido, una cognición más negativa y depresiva, una mayor sensibilidad a las amenazas sociales y una autoprotección confirmatoria sesgada en la cognición social". El PSI también contribuye a acelerar el proceso de envejecimiento: Wilson et al. (2007) informaron que, después de controlar el tamaño de la red social y la frecuencia de la actividad social, el aislamiento social percibido predice el deterioro cognitivo y el riesgo de enfermedad de Alzheimer. Además, las interacciones sociales de los individuos que se sienten socialmente aislados son más negativas y menos satisfactorias subjetivamente. Esto contribuye a un círculo vicioso en el que la persona se vuelve cada vez más aislada.

## Consecuencias
Quienes viven bajo esta condición suelen enfrentarse a diversas situaciones y problemas como:
- Depresión
- Dificultades de aprendizaje
- Déficit de atención
- Dificultad en la toma de decisiones
- Trastornos de personalidad
- Soledad extrema (persona mayores)
- Traumas psicológicos

Todo ello podría inclusive llevar a algunos a prejuzgar a estas personas como "indiferentes", "apáticas", "insociables", etc.; muchas veces sin conocer el verdadero trasfondo.